# Colmurano
Colmurano là một đô thị ở tỉnh Macerata ở vùng Marche, có vị trí cách khoảng 50 km về phía tây nam của Ancona và khoảng 15 km về phía tây nam của Macerata. Tại thời điểm ngày 31 tháng 12 năm 2004, đô thị này có dân số 1.255 người và diện tích là 11,2 km².
Colmurano giáp các đô thị: Loro Piceno, Ripe San Ginesio, San Ginesio, Tolentino, Urbisaglia.